# Karim Yoda
Abdoul Karim Yoda (* 25. Oktober 1988 in Annemasse) ist ein französischer Fußballspieler.

## Karriere
Yoda kam im Jahr 2006 aus der Jugend von Servette FC Genève in den Kader der ersten Mannschaft, die seinerzeit in der Challenge League spielte. In der Saison 2006/07 kam er zunächst zum Einsatz, sondern saß auf der Bank oder war nicht im Kader. Er debütierte am 1. April 2007 im Ligaspiel gegen den FC Chiasso, als er in der 82. Minute für Tibert Pont eingewechselt wurde. In den nachfolgenden Spielen kam er meist als Einwechselspieler zum Zuge. Bei der 2:3-Niederlage gegen Concordia Basel am 18. April 2007 erzielte er acht Minuten vor Ende sein erstes Tor für Servette zum zwischenzeitlichen Ausgleich. Am letzten Spieltag der Saison stand er gegen SC YF Juventus Zürich erstmals in der Startformation.
In der Spielzeit 2007/08 fand sich Yoda zunächst nur auf der Bank wieder und musste mit Kurzeinsätzen Vorlieb nehmen. Nach ein paar Spielen von Beginn an, musste er wieder auf der Bank oder gar der Tribüne Platz nehmen, ehe er am 9. März 2008 zur Startformation gegen den FC Winterthur gehörte und seinen Stammplatz bis Saisonende nicht mehr hergab. In der darauffolgenden Saison wechselte er wiederum zwischen Kurzeinsätzen und Anfangself, konnten seinen Platz dort aber nicht auf Dauer behaupten.
Im Sommer 2009 verließ Yoda Servette zu Erstligist FC Sion. Nachdem er die ersten Spiele der Saison 2009/10 in der Startelf gestanden hatte, kam er im weiteren Verlauf nur als Einwechselspieler zum Zuge oder kam in der zweiten Mannschaft der Walliser zum Einsatz, die in der 1. Liga spielte. Dies änderte sich in der zweiten Saisonhälfte, als er vermehrt wieder in der Startaufstellung stand. Einen Stammplatz konnte er sich nicht erobern. Dies setzte sich zunächst auch in der Spielzeit 2010/11 fort. Hier konnte Yoda in der Rückrunde seinen Stammplatz behaupten, ehe er sich in der Schlussphase der Saison eine Verletzung zuzog und dadurch auch das Cupfinale gegen Neuchâtel Xamax verpasste, durch das Sion den Schweizer Pokal gewinnen konnte.
Durch seine Verletzung verpasste Yoda auch die ersten Spiele der Saison 2011/12. Er schwankte anschließend wiederum zwischen Startelf und Ersatzbank, ehe ihn im April 2012 eine Erkrankung für ein ganzes Jahr außer Gefecht setzte. Er kehrte erst im April 2013 in die Mannschaft zurück, so dass er in der Spielzeit 2012/13 nur auf sieben Einsätze kam. Im Sommer 2013 verließ Yoda Sion und wechselte zum rumänischen Erstligisten Astra Giurgiu. Für Astra debütierte er am 5. Oktober 2013 in der Liga. Er konnte sich einen Stammplatz erkämpfen und schloss mit seinem Team die Saison 2013/14 als Vizemeister hinter Steaua Bukarest ab. Anschließend gewann er mit seiner Mannschaft den rumänischen Pokal.
Im Sommer 2014 wechselte Yoda zum spanischen Erstligisten FC Getafe. Dort war er in der Saison 2014/15 zunächst Stammspieler, ehe er durch Verletzungen zurückgeworfen wurde und nur noch als Einwechselspieler zum Zuge kam. Erst Anfang 2016 holte er sich seinen Stammplatz zurück. Am Ende der Spielzeit 2015/16 musste er mit seiner Mannschaft absteigen. Er blieb in Getafe, kam in der Folge aber kaum noch zum Einsatz. Ende Januar 2017 wurde er bis Saisonende an Ligakonkurrent UD Almería ausgeliehen. Nach drei Kurzeinsätzen verletzte er sich erneut und fiel bis Ende der Saison 2016/17 aus. Die Saison 2017/18 verbrachte er dann als Leihspieler komplett bei Zweitligist CF Reus Deportiu, der ihn nach der Saison fest verpflichtete.
Doch wegen des Zwangsabstiegs Reus aus der Segunda División wurde er im Februar 2019 ablösefrei an den ukrainischen Erstligisten Karpaty Lwiw transferiert. Seine bisherigen Saisoneinsätze für die Spanier wurden alle annulliert. Bereits im September war er zurück in Spanien und spielte bei Racing Santander. Im Januar 2020 ging er nach Saudi-Arabien. Hier schloss er sich für eine Ablösesumme von 800.000 Euro dem Erstligisten al-Hazem an. Bis Januar 2022 bestritt er 14 Ligaspiele. Hierbei schoss er ein Tor. Ende Januar 2022 verpflichtete ihn der ebenfalls in der ersten Liga spielende al-Wahda. Für den Verein aus Mekka stand er 24-mal in der ersten Liga auf dem Spielfeld. Im Juli 2023 wechselte er in die zweite Liga, wo er einen Vertrag beim Al-Adalah FC in Hofuf unterschrieb.

## Erfolge
- Schweizer Cupsieger: 2011
- Rumänischer Pokalsieger: 2014